# Nicolaea opalia
Nicolaea opalia is een vlinder uit de familie van de Lycaenidae. De wetenschappelijke naam van de soort werd als Thecla opalia in 1868 gepubliceerd door William Chapman Hewitson.